# کاژیمیش مازور (زاده ۱۹۸۴)
کاژیمیش مازور (لهستانی: Kazimierz Mazur؛ زادهٔ ۴ مارس ۱۹۸۴) بازیگر اهل لهستان است. وی فرزند بازیگر لهستانی کاژیمیش مازور و عضو سندیکای هنرمندان صحنه لهستان است.
از فیلم‌ها یا مجموعه‌های تلویزیونی که وی در آن‌ها نقش داشته است، می‌توان به یوما، ۱۶۷۰، خانواده کوالسکی در برابر خانواده کوالسکی، خیوکا، کمیسر آلکس، نشانه، رنگ‌های خوشبختی، دوران افتخار، پدر متیو، اولا بی‌ریخته، در خوشی و سختی، پرستار کودک، در خیابان سپولنی، کوری، کربلا، ۱۹۳۹ نبرد وسترپلاته و پورنوگرافی اشاره نمود.